# Abella Miklós (geográfus)
Abella Miklós (Budapest, 1922. április 8. – Split, 1976. augusztus 29.) geográfus, pedagógus.

## Élete
A Budapesti Tudományegyetemen történelem–földrajz szakos tanári oklevelet, majd földrajzból doktorátust szerzett. 1954-től az MTA Földrajztudományi Kutató Csoportjának, utóbb Intézetének tudományos munkatársa volt. 1962–69-ben a gödöllői Agrártudományi Egyetemen és különböző szakiskolákban tanított. Népesség- és településföldrajzzal, idegenforgalmi földrajzzal foglalkozott.
Felesége Weingarten Ilona (Munkács, 1927. október 18. – Monor, 2018. június 6.), fia Abella Miklós, a Republic együttes menedzsere.

## Főbb művei
- Csehszlovákia gazdasági földrajza (Budapest, 1956)
- Az Alföld idegenforgalmi centrumai (Budapest, 1966)
- Az idegenforgalmi földrajz problémái (Budapest, 1968)